# Хуліан Кастро (міністр)
Хуліан Кастро (англ. Julián Castro; нар. 16 вересня 1974, Сан-Антоніо, Техас) — американський юрист і політик-демократ, мер Сан-Антоніо з 2009 по 2014 рр. і міністр житлового будівництва і міського розвитку США в адміністрації Обами з 2014 р.

## Біографія
Народився і виріс в Сан-Антоніо в сім'ї мексиканського походження. Кастро навчався у Стенфордському університеті і Гарвардській школі права. Після отримання диплома юриста він працював адвокатом у приватній юридичній фірмі.
У 2001 р. він був обраний до міської ради Сан-Антоніо. У 2005 р. він балотувався на посаду мера міста, але програв судді Філу Хардбергеру. Чотири роки потому, Кастро знову був кандидатом на посаду мера і цього разу був обраний. Він був переобраний у 2011 і 2013 рр.
У 2014 р., під час перестановки в адміністрації президента Обами, Кастро був обраний новим міністром житлового будівництва і міського розвитку.
Його брат-близнюк, Хоакін, був обраний членом Палати представників у 2012 р.